# Sütő József
Sütő József (Makó, 1937. szeptember 9. –) magyar atléta, hosszútávfutó, autótechnikus.

## Életpályája
Az Óbudai Harisnyagyár, majd a Vasas versenyzője volt. 1960–1968 között 18-szoros válogatott volt. Az 1962-es atlétikai Európa-bajnokságon 10 000 méteren 23. helyezett lett 2:23:06-os idővel. 1963–1964 között megnyerte a magyar bajnokság maraton számát. Az 1964. évi nyári olimpiai játékokon  ötödik helyezést ért el, valamint az 1968. évi nyári olimpiai játékokon is indult a maratoni távon. 1965-ben harmadszor lett maratoni magyar bajnok és a Fukuoka-Marathon 8. helyére került. Az 1966-os atlétikai Európa-bajnokságon 10 000 méteren 13. helyen végzett, de nem érte el a maratoni célt. 1968-ban második lett 2:21:34-es idővel a budapesti Nemzetközi Barátságos Maratonon. 1969-ben Svájcba emigrált. 2002 óta Balatonszárszón lakik.

## Sikerei
- Maraton: 2:29:40,2 (1.) 1963. ?, Budapest, magyar bajnokság
- Maraton: 2:17:55,8 (5.) 1964. október 21., Tokió, olimpia
- 10 000 m: 0:29:43,0 (16.) 1964. október 14., Tokió, olimpia
- Maraton: 2:30:40.4 (1.) 1965. május 21., Athén, athéni maratonfutás[4]
- Maraton: 2:23:20.6 (1.)  1965. ?,  Budapest, magyar bajnokság
- 10 000 m: 0:29:24,8 (13.) 1966. augusztus 30., Budapest, magyar bajnokság
- 10 000 m: 0:28:56,8 (17.) 1967. június 17., Budapest, magyar bajnokság

## Fordítás
- Ez a szócikk részben vagy egészben  a   József Sütő című angol Wikipédia-szócikk ezen változatának fordításán alapul.  Az eredeti cikk szerkesztőit annak laptörténete sorolja fel. Ez a jelzés csupán a megfogalmazás eredetét és a szerzői jogokat jelzi, nem szolgál a cikkben szereplő információk forrásmegjelöléseként.
- Ez a szócikk részben vagy egészben  a   József Sütő című német Wikipédia-szócikk ezen változatának fordításán alapul.  Az eredeti cikk szerkesztőit annak laptörténete sorolja fel. Ez a jelzés csupán a megfogalmazás eredetét és a szerzői jogokat jelzi, nem szolgál a cikkben szereplő információk forrásmegjelöléseként.